# Egnasia dolabrata
Egnasia dolabrata är en fjärilsart som beskrevs av Pierre E.L. Viette 1958. Egnasia dolabrata ingår i släktet Egnasia och familjen nattflyn. Inga underarter finns listade i Catalogue of Life.